# Ivan Cvjetković
Ivan Cvjetković (Strošinci, 2 gennaio 1960) è un ex calciatore croato, di ruolo attaccante.

## Statistiche

### Cronologia presenze e reti in nazionale
| Cronologia completa delle presenze e delle reti in nazionale ― Croazia | Cronologia completa delle presenze e delle reti in nazionale ― Croazia | Cronologia completa delle presenze e delle reti in nazionale ― Croazia | Cronologia completa delle presenze e delle reti in nazionale ― Croazia | Cronologia completa delle presenze e delle reti in nazionale ― Croazia | Cronologia completa delle presenze e delle reti in nazionale ― Croazia | Cronologia completa delle presenze e delle reti in nazionale ― Croazia | Cronologia completa delle presenze e delle reti in nazionale ― Croazia |
| Data                                                                   | Città                                                                  | In casa                                                                | Risultato                                                              | Ospiti                                                                 | Competizione                                                           | Reti                                                                   | Note                                                                   |
| ---------------------------------------------------------------------- | ---------------------------------------------------------------------- | ---------------------------------------------------------------------- | ---------------------------------------------------------------------- | ---------------------------------------------------------------------- | ---------------------------------------------------------------------- | ---------------------------------------------------------------------- | ---------------------------------------------------------------------- |
| 17-10-1990                                                             | Zagabria                                                               | Croazia                                                                | 2 – 1                                                                  | Stati Uniti                                                            | Amichevole                                                             | 1                                                                      |                                                                        |
| 22-12-1990                                                             | Fiume                                                                  | Croazia                                                                | 2 – 0                                                                  | Romania                                                                | Amichevole                                                             | -                                                                      | 66’                                                                    |
| 19-6-1991                                                              | Murska Sobota                                                          | Slovenia                                                               | 0 – 1                                                                  | Croazia                                                                | Amichevole                                                             | -                                                                      | 46’                                                                    |
| Totale                                                                 |                                                                        | Presenze                                                               | 3                                                                      |                                                                        | Reti                                                                   | 1                                                                      |                                                                        |

## Palmarès
- Coppa di Croazia: 2

InKer Zaprešić: 1991-1992
Dinamo Zagabria: 1993-1994